# Den gula demonen
Den gula demonen (originaltitel: The Cheat) är en amerikansk stumfilm från 1915 i regi av Cecil B. DeMille. Filmen återutgavs 1918 med några ändringar.

## Rollista
| Fannie Ward        | – Edith Hardy                                                       |
| Sessue Hayakawa    | – Hishuru Tori (originalversionen) / Haka Arakau (återutgåvan 1918) |
| Jack Dean          | – Richard Hardy                                                     |
| James Neill        | – Jones                                                             |
| Yutaka Abe         | – Toris betjänt                                                     |
| Dana Ong           | – Allmän åklagare                                                   |
| Hazel Childers     | – Mrs. Reynolds                                                     |
| Arthur H. Williams | – Domare i rättssal                                                 |
| Raymond Hatton     | – Åskådare i rättssal (okrediterad)                                 |
| Dick La Reno       | – Åskådare i rättssal (okrediterad)                                 |
| Lucien Littlefield | – Hardys sekreterare (okrediterad)                                  |